# Rhynchotechum angustifolium
Rhynchotechum angustifolium är en tvåhjärtbladig växtart som beskrevs av Ridley. Rhynchotechum angustifolium ingår i släktet Rhynchotechum och familjen Gesneriaceae. Inga underarter finns listade i Catalogue of Life.